# Qué bello
Kiara es el primer álbum de la cantante venezolana Kiara, realizado en 1988.

## Antecedentes
Luego de participar en el disco de duetos navideños "Corre la Voz", Kiara grabaría lo que sería su primer disco de estudio bajo el nombre de "Kiara". Producido por Rudy La Scala bajo el sello Sonorodven en 1988, este disco catapultó a la artista a los primeros lugares en las radios venezolanas, vendiendo miles de copias y consiguiendo disco de platino y oro en Venezuela, gracias a las altas ventas de este disco. "Que Bello", "Descarado" y "Después de ti" fueron los temas más importantes de esta producción discográfica.

## Canciones
| N.º | Nombre                                                                                            | Duración |
| --- | ------------------------------------------------------------------------------------------------- | -------- |
| 1   | "Tú me faltas tú" Escritor(es): Rudy La Scala Productor(es):Rudy La Scala                         | 3:54     |
| 2   | "Salte de mi cama" Escritor(es): Rudy La Scala Productor(es): Rudy La Scala                       | 3:56     |
| 3   | "Qué bello" Escritor(es): Rudy La Scala Productor(es): Rudy La Scala                              | 4:55     |
| 4   | "Después de ti" Escritor(es): Frank Quintero y Guillermo Carrasco Productor(es): Rudy La Scala    | 3:42     |
| 5   | "Alas de libertad" Escritor(es): Frank Quintero y Guillermo Carrasco Productor(es): Rudy La Scala | 4:06     |
| 6   | "A mis pies" Escritor(es): Rudy La Scala Productor(es): Rudy La Scala                             | 2:34     |
| 7   | "A más de uno" Escritor(es): Rudy La Scala Productor(es): Rudy La Scala                           | 3:11     |
| 8   | "Juntos y la luna" Escritor(es): Rudy La Scala Productor(es): Rudy La Scala                       | 2:56     |
| 9   | "Yo pensé que tú" (Edit) Escritor(es): Rudy La Scala Productor(es): Rudy La Scala                 | 3:57     |
| 10  | "Kong I Love You" Escritor(es): Rudy La Scala Productor(es): Rudy La Scala                        | 2:59     |
| 11  | "Descarado" Escritor(es): Pablo Manavello Productor(es): Pablo Manavello                          | 4:20     |

## Sencillos extraídos
1. 1.er Sencillo: Qué Bello
2. 2.º Sencillo: Descarado
3. 3.er Sencillo: Después de ti
4. 4.º Sencillo: Yo pense que tú
5. 5.º Sencillo: Tú me faltas tú
6. 6.º Sencillo: A más de uno
7. 7.º Sencillo: Alas de libertad

## Videoclips
Se realizaron videoclips para los temas: Descarado, Que Bello y Después de ti.

## Datos del álbum
Todos los temas letra y música de Rudy la Scala excepto: "Después de Ti" y "Alas de Libertad", letra y música de Frank Quintero y Guillermo Carrasco. "Deskarado", letra y música de Pablo Marabelo.
Una producción de SonoRodven realizada y dirigida por Rudy la Scala.
Voz: Kiara
Piano, sintetizadores y programación: Luis Oliver
Guitarras: Álvaro Falcón
Guitarra acústica, teclados y coros: Rudy La Scala
- Tema 4:
Teclados: Gilberto Bermúdez
Guitarra: Leo Quintero
Bajo y batería: Frank Quintero
- Tema 5:
Teclados: Gilberto Bermúdez y Frank Quintero
Guitarra: Leo Quintero
Bajo: Alberto Barnet
Batería: Frank Quintero
- Tema 11:
Teclados y Programación: Luis Oliver
Guitarra: Pablo Manavello
Percusión: Carlos "Nené" Quintero
Coros: Beatriz Corona, Francis Benítez, Sofía Pulido,
Óscar Galeán, Eduardo Stambury y Edgar Salazar
Otros Créditos
Producción y Arreglos de Rudy La Scala
Productor ejecutivo: Salvador Pérez
Temas 4 y 5 Producidos por Frank Quintero
Productor ejecutivo: Carlos Sánchez
Tema 11 Producido y Arreglado por Pablo Manavello
Grabado y Mezclado por Nucho Bellomo en Audio Uno (Caracas)
Sonidos adicionales: Juan Carlos Socorro
Diseño Gráfico: Carolina Kann y Mariela Arismendi
Fotos: Thierry Ameller
- Datos: Q5959466